# Mistrzostwa świata w szachach 1894

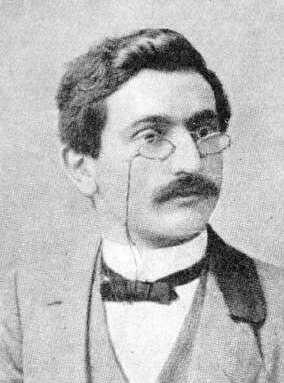
Mistrz świata 1894,
Emanuel Lasker

Mecz pomiędzy obrońcą tytułu - Wilhelmem Steinitzem a Emanuelem Laskerem rozegrany w trybie "wędrownym" w trzech miastach (Nowy Jork, Filadelfia i Montreal) między 15 III a 26 V 1894 r.
Regulamin meczu zakładał grę do 10 wygranych partii. Remisy nie wliczały się do wyniku. Zwyciężył (10 – 5) Emanuel Lasker

## Wyniki w poszczególnych partiach

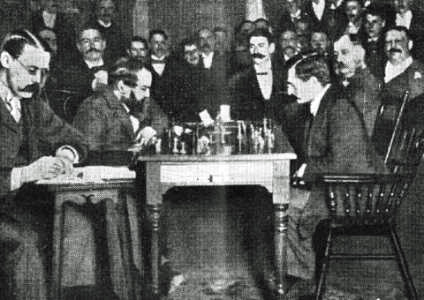
Emanuel Lasker i Wilhelm Steinitz podczas jednej z partii meczu

|                  | 1 | 2 | 3 | 4 | 5 | 6 | 7 | 8 | 9 | 10 | 11 | 12 | 13 | 14 | 15 | 16 | 17 | 18 | 19 | Punkty |
| ---------------- | - | - | - | - | - | - | - | - | - | -- | -- | -- | -- | -- | -- | -- | -- | -- | -- | ------ |
| Emanuel Lasker   | 1 | 0 | 1 | 0 | ½ | ½ | 1 | 1 | 1 | 1  | 1  | ½  | 0  | 0  | 1  | 1  | 0  | ½  | 1  | 10     |
| Wilhelm Steinitz | 0 | 1 | 0 | 1 | ½ | ½ | 0 | 0 | 0 | 0  | 0  | ½  | 1  | 1  | 0  | 0  | 1  | ½  | 0  | 5      |